# 藤江萌
藤江 萌（ふじえ もえ、1998年6月25日 - ）は、日本の女性タレント。大阪府出身。Viivo所属。身長161cm。

## 概要
第14回全日本国民的美少女コンテスト審査員特別賞受賞。四天王寺高等学校を経て、早稲田大学商学部を卒業。2017年10月、オスカープロモーション所属のアイドルグループ「X21」に所属し活動していた。2020年7月よりViivo所属。特技は歌、ピアノ、英語の発音、般若心経の暗唱。暗算検定1級、珠算検定準1級を保持している。4歳下の妹がいる。

## 逸話
2022年9月5日放送のフジテレビ『ネプリーグSP』にインテリ女子チームの一員として出演した際、対戦相手の一つとなっていたフジテレビ新人アナウンサーチームの一員として出演していた同局の新人アナウンサー3名に対し「実はフジテレビのアナウンサー試験を受けて、ほぼ最終ぐらいで落ちたので、ちょっと負けられないですね」等と発言した。

## 出演

### テレビドラマ
- 夜がどれほど暗くても（2020年11月22日 - 12月13日、WOWOW） - 橋爪明美 役
- 江戸モアゼル〜令和で恋、いたしんす。〜（2021年1月7日 - 3月11日、読売テレビ・日本テレビ系）- 森谷香澄 役[5]
- さらば、佳き日 第1話（2023年6月12日、テレビ東京） - 阪本あゆみ 役
- 失踪人捜索班 消えた真実 第3話（2025年4月25日、テレビ東京） - メグ 役[6]
- 天久鷹央の推理カルテ 第6話（2025年5月27日、テレビ朝日） - 関原桜子 役

### バラエティ番組
- トリニクって何の肉!?（朝日放送テレビ）-中列に座る大学生回答者としてレギュラー放送化された2019年からコロナ禍でスタジオ収録が中断される以前の2020年5月5日放送分まで出演